# The Brylcreem Boys
The Brylcreem Boys är en brittisk långfilm från 1998 i regi av Terence Ryan, med Billy Campbell, Hal Fowler, Jean Butler och Gabriel Byrne i rollerna.

## Handling
Under andra världskriget var Irland neutralt. Piloter som kraschlandade vid ön sattes i olika interneringsläger beroende på nationalitet. Den tyska piloten Rudolph von Stegenbek (Angus Macfadyen) och den kanadensiska piloten Miles Keogh (Billy Campbell) förälskar sig båda i den irländska tjejen Mattie Guerin (Jean Butler).

## Rollista
| Billy Campbell       | – Miles Keogh                 |
| Jean Butler          | – Mattie Guerin               |
| Gabriel Byrne        | – Commandant O'Brien          |
| Hal Fowler           | – Bunty Winthrop              |
| Joe McGann           | – Captain Deegan              |
| Angus Macfadyen      | – Rudolph von Stegenbek       |
| John Gordon Sinclair | – Richard Lewis               |
| Marc Sinden          | – Senior Allied Officer White |
| Jérôme Pradon        | – Ricard                      |
| William McNamara     | – Sam Gunn                    |
| Oliver Tobias        | – Hans Jorg Wolff             |
| Peter Woodward       | – Ernst Stossel               |